# 杰克·凯利奥斯
杰克·凯利奥斯（英語：Jake Chelios；1991年3月8日—），归化中国的美国男子冰球运动员。司职后卫。出生于美国芝加哥。

## 经历
在美国青年冰球联盟锻炼，2010年进入密歇根州立大学征战NACC四年，属于主力位置，个人防守型后卫。大四时单赛季36场2球19助21分入选NCAA全明星阵容提名。2014年起先后在ECHL托莱多白目鱼队、AHL芝加哥狼队、夏洛特跳棋。2018-2019赛季，在NHL底特律红翼队短暂的出场后便被继续下放回AHL联盟。2019-2020赛季，加盟昆仑鸿星队，是队中防守能力最为出众的球员之一。以无中国血统身份加入中華人民共和國国籍入选国家队。2022年在国家队出战4次。

## 家庭
父亲：北美冰球名宿克里斯·凯利奥斯。哥哥冰球运动员迪恩·切利奥斯。